# Низ (Няндомський район, 11244824011)
Низ (рос. Низ (Лимь)) — присілок в Няндомському районі Архангельської області Російської Федерації.
Населення становить 10 осіб. Входить до складу муніципального утворення Няндомський муніципальний округ.

## Історія
До 2022 року входило до складу муніципального утворення Мошинське поселення.

## Населення
| 2002 | 2010 | 2012 |
| ---- | ---- | ---- |
| 15   | ↘10  | →10  |